# Unterseeboot 517
Le Unterseeboot 517 (ou U-517) est un sous-marin allemand utilisé par la Kriegsmarine pendant la Seconde Guerre mondiale.

## Historique
Après que son équipage ait reçu sa formation de initiale à Stettin dans la 4. Unterseebootsflottille jusqu'au 31 août 1942, le sous-marin rejoint sa flottille de combat à Lorient, dans la 10. Unterseebootsflottille.
L'U-517 a pris une part active à la bataille du Saint-Laurent.
L'U-517 est coulé dans l'Atlantique nord au sud-ouest de l'Irlande à la position géographique de 46° 16′ N, 17° 09′ O par des charges de profondeur lancées d'un avion Fairey Albacore de l'escadron 817/I venant du porte-avions britannique HMS Victorious.

L'attaque causa la mort d'un des 53 membres de l'équipage.

## Affectations successives
- 4. Unterseebootsflottille du 21 mars 1942 au 31 août 1942
- 10. Unterseebootsflottille du 1er septembre 1942 au 21 novembre 1942

## Commandement
- Korvettenkapitän Paul Härtwig[1] du 21 mars 1942 au 21 novembre 1942

## Navires coulés
L'U-517, au cours de sa carrière et de ses 2 patrouilles, a coulé 9 navires. 8 navires coulés étaient des cargos totalisant 26 383 tonneaux, et le 9e était un navire de guerre de 900 tonnes.
| Date              | Nom                | Nationalité              | Tonnage | Destin |
| ----------------- | ------------------ | ------------------------ | ------- | ------ |
| 27 août 1942      | Chatham            | United States            | 5 649   | Coulé  |
| 28 août 1942      | Arlyn              | United States            | 3 304   | Coulé  |
| 3 septembre 1942  | Donald Stewart     | Canada                   | 1 781   | Coulé  |
| 7 septembre 1942  | Mount Pindus       | Greece                   | 5 729   | Coulé  |
| 7 septembre 1942  | Mount Taygetus     | Greece                   | 3 286   | Coulé  |
| 7 septembre 1942  | Oakton             | Canada                   | 1 727   | Coulé  |
| 11 septembre 1942 | NCSM Charlottetown | Marine royale canadienne | 900     | Coulé  |
| 15 septembre 1942 | Inger Elisabeth    | Norway                   | 2 166   | Coulé  |
| 15 septembre 1942 | Saturnus           | Netherlands              | 2 741   | Coulé  |